# Micropsectra rilensis
Micropsectra rilensis е вид насекомо от разред Двукрили (Diptera), семейство Хирономидни (Chironomidae). Среща се в България.